# Zanomys hesperia
Espèce
Zanomys hesperia est une espèce d'araignées aranéomorphes de la famille des Macrobunidae.

## Distribution
Cette espèce est endémique de Californie aux États-Unis,. Elle se rencontre dans le comté de Marin dans le parc d'État Samuel P. Taylor.

## Description
Le mâle holotype mesure 1,95 mm.

## Systématique et taxinomie
Cette espèce a été décrite par Leech en 1972.

## Publication originale
- Leech, 1972 : « A revision of the Nearctic Amaurobiidae (Arachnida: Araneida). » Memoirs of the Entomological Society of Canada, vol. 84, p. 1-182.